# Sequestros de Cleveland
Sequestros de Cleveland foram os sequestros de três jovens mulheres, Amanda Berry, Georgina "Gina" DeJesus e Michelle Knight, ocorridos na primeira década dos anos 2000, em anos diferentes, na cidade de Cleveland,  estado de Ohio, Estados Unidos. As três, desaparecidas e mantidas em cativeiro por um período entre 9 – 11 anos por Ariel Castro numa casa da cidade, foram libertadas em 6 de maio de 2013.
Knight desapareceu aos 21 anos, em 2002, Berry aos 16 em 2003 e DeJesus aos 14, em 2004.  Enquanto prisioneiras, as três jovens sofreram constantes abusos como espancamento e estupro, que resultou no nascimento de uma menina de Berry e múltiplos abortos causados em Knight.  As mulheres viveram muito tempo na casa sem ver a luz do sol e amarradas por cordas e correntes em determinadas ocasiões.
As três mulheres foram libertadas em 6 de maio de 2013, quando Amanda Berry, então já com 26 anos, aproveitou a saída de Castro da casa para gritar e esmurrar a porta pedindo socorro, sendo resgatada por vizinhos da rua e pela polícia. Junto com as três estava uma criança de seis anos, filha de Berry, nascida no cativeiro. O dono da casa, Ariel Castro, de 52 anos, foi preso pouco depois da libertação e levado à corte sob as acusações de rapto e estupro, e teve a fiança fixada em US$8  milhões de dólares. Em 1 de agosto, com a presença de Knight, que depôs como testemunha de acusação em seu julgamento, Castro foi condenado à prisão perpétua + 1 000 anos, sem direito a liberdade condicional. A casa onde as três reféns foram mantidas por quase dez anos foi demolida em 7 de agosto de 2013, como parte dos acordos entre Castro, seus advogados e a promotoria, que lhe permitiram ser condenado à prisão perpétua ao invés de ser condenado à pena de morte.
Em 3 de setembro, pouco mais de um mês depois de iniciar o cumprimento da pena que o manteria por toda a vida encarcerado, Castro suicidou-se enforcando-se em sua cela individual da prisão do Centro de Reabilitação Correcional de Orient, Ohio, onde cumpria pena.

## Vítimas
Michele Knight foi a primeira a ser sequestrada, com 21 anos na época. Desaparecida desde 23 de agosto de 2002 ao sair da casa de um primo, no dia de uma audiência sobre a custódia de seu filho, de quem já havia perdido a custódia para o Estado, nunca mais foi vista. Depois de sua libertação, a polícia reconheceu que poucos esforços foram feitos para encontrá-la, em parte por ser já adulta e em parte por acreditarem que a jovem havia fugido com raiva por ter perdido a custódia do filho. De acordo com os policiais que a interrogaram após a libertação, ela havia aceito uma carona de Castro quando caminhava na rua na busca do local que seria a audiência, com a desculpa que tinha alguns cachorrinhos para doar, Ariel levou Michele para sua casa em 2207 Seymour Avenue, onde permaneceu presa num quarto trancado no andar superior. Knight foi a mais abusada pelo captor durante os anos de cárcere privado, sendo obrigada a abortar cinco vezes e necessitando uma reconstrução facial pelas surras que levou. Também perdeu a audição num ouvido. Foi libertada com 32 anos de idade.
Amanda Berry desapareceu em 21 de abril de 2003, um dia antes de completar 17 anos, depois de sair do trabalho numa lanchonete Burger King. Berry também aceitou uma carona de Castro, depois dele lhe dizer que também tinha um filho que trabalhava na lanchonete. Levada para a mesma casa onde já se encontrava Knight há mais de seis meses, foi também mantida prisioneira. Seu caso tomou as manchetes dos jornais e televisões, com vários comunicados de que seu corpo havia sido encontrado e pela busca incessante de sua mãe, Louwana Miller, por três anos atrás da filha desaparecida, até morrer de insuficiência cardíaca em 2006.

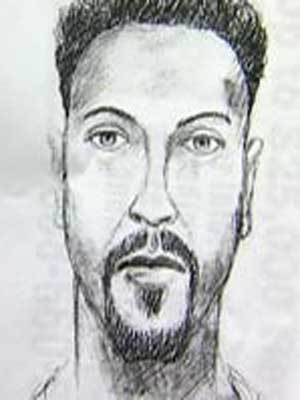
Retrato falado do FBI de 2004 do suspeito do sequestro de Gina DeJesus.

O caso de Berry chegou a aparecer no programa de televisão America's Most Wanted, em 2004, e reprisado duas vezes em 2005 e 2006, já ligado também ao desaparecimento de Georgina DeJesus, de 14 anos. Sua mãe, Louwana, também participou de um programa especial do Oprah Winfrey Show, em 2004, onde uma vidente, Sylvia Browne, afirmou que sua filha estava morta. Durante seu tempo no cativeiro, ela teve uma criança depois de estuprada por Castro, identificada com uma menina de seis anos depois da libertação, nascida em 25 de dezembro de 2006, dia de Natal. O parto da criança, feito dentro de uma pequena piscina de plástico num quarto do cativeiro, teve a participação de Michele Knight, que foi ameaçada por Castro de ser morta caso o bebê morresse no parto. A paternidade do sequestrador foi confirmada após exame de DNA.
Gina DeJesus desapareceu aos 14 anos, em 2 de abril de 2004, vista pela última vez falando de um telefone público na rua, no caminho entre a escola e sua casa. Gina era a melhor amiga da filha de Castro, Arlene, e falava ao telefone com a mãe dela, Grimilda Figueroa, separada de Castro há anos devido a maus tratos, para que as duas pudessem dormir juntas na casa de Gina. A permissão foi negada e as duas se separaram. Mais uma vez, Castro apareceu e ofereceu uma carona na rua à garota e a sequestrou, levando-a para o mesmo endereço do cativeiro das outras duas.
Um ano após o desaparecimento de Gina, o FBI publicou um retrato falado de um suspeito, identificado com um hispânico, entre 25 e 35 anos, 1,78 m de altura, com cerca de 80 kg e olhos verdes, cavanhaque e possivelmente uma barba fina. Castro, que tinha 43 anos na época, lembrava o retrato. É hispânico, tem barba e cavanhaque, peso e altura aproximada à descrita mas olhos marrons.
O caso de DeJesus também foi retratado no programa America's Most Wanted em 2004 junto com o de Amanda Berry e os dois desaparecimentos passaram anos no noticiário até 2012, quando a família fez uma vigília pela moça, para continuar a chamar a atenção para o desaparecimento. Imagens de uma dessas vigílias mostram nela a participação de Ariel Castro, identificado pela família, que informou que o sequestrador participava de buscas e procurava se manter próximo aos familiares da vítima. Sequestrada ainda no início da adolescência, Gina foi libertada aos 24 anos.

## Libertação

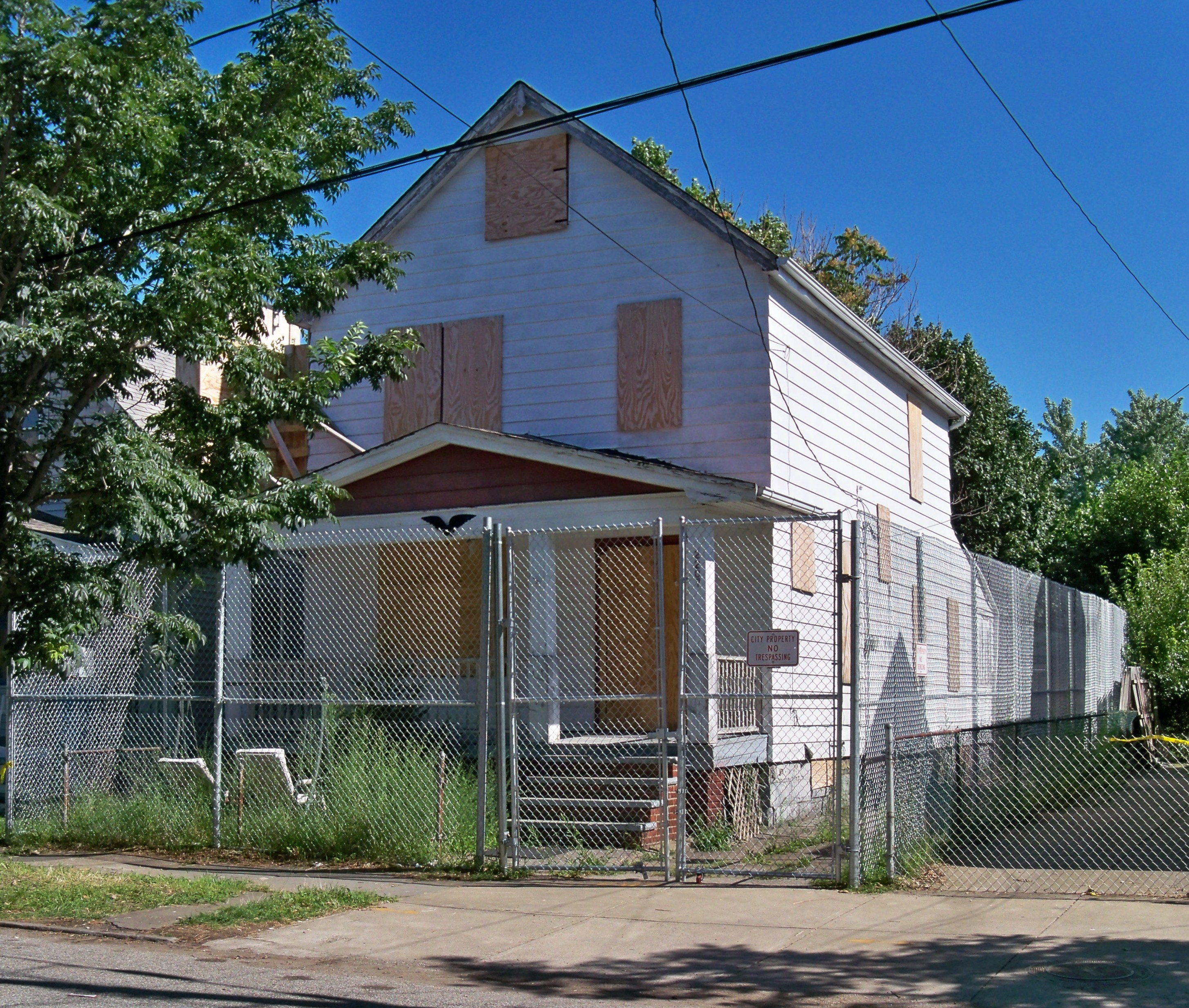
A casa de Castro em 2207 Seymour Avenue, Cleveland, onde as três ficaram cativas por cerca de uma década.

Amanda Berry, sua filha, Michelle Knight e Gina DeJesus foram libertadas no dia 6 de maio de 2013 da casa na 2207 Seymour Avenue, em Tremont, um bairro residencial de classe média a cerca de 4,5 km do local onde haviam sido sequestradas anos antes, graças a um descuido incomum de Castro, que saiu de casa sem trancar uma das portas internas da residência, permitindo a uma das jovens chegar até a porta principal que dava para a rua. Um vizinho, Angel Cordero, atendeu aos gritos e batidas que vinham na porta da casa, mas não conseguiu se comunicar por falar pouco inglês. Foi outro vizinho, Charles Ramsey, que juntando-se a Cordero ouviu a mulher do lado de dentro, depois identificada como Berry, gritando que estava presa ali com seu bebê contra sua vontade. Os dois homens arrebentaram a porta trancada a pontapés e retiraram as duas da casa. Libertada, com a criança no colo, Amanda usou o celular de uma vizinha de rua e chamou a polícia pelo 9-1-1 gritando "Help me, I'm Amanda Berry... I've been kidnapped and I've been missing for 10 years... And I'm here, I'm free now" (Me ajudem, eu sou Amanda Berry... Eu fui sequestrada e estive desaparecida por dez anos... Eu estou aqui, estou livre agora").
Com a chegada da polícia, a casa foi invadida por policiais de armas na mão e Knight e DeJesus descobertas no andar superior. Knight pulou nos braços de um policial dizendo que ele a havia salvo. As três mulheres e a criança foram levadas para o MetroHealth Medical Center para avaliações médicas.

## Sequestrador
Ariel Castro (Yauco, 10 de julho de 1960 – Orient, 3 de setembro de 2013), um americano descendente de porto-riquenhos, foi apontado pelo FBI e pelo Departamento de Polícia de Cleveland como responsável pelos sequestros. Nascido em 10 de julho de 1960 em Yauco, Porto Rico, e com 52 anos na época, era filho de um imigrante, Pedro Castro, que chegou aos Estados Unidos em 1954, primeiro morando na Pensilvânia e depois mudando-se para Cleveland. Um entre nove irmãos, sua família conhecia a família de Gina DeJesus, também descendentes de porto-riquenhos, e haviam crescido na mesma região oeste de Cleveland, onde eram pioneiros na formação da comunidade latina na área. Castro concluiu o ensino secundário na Lincoln-West High School.
Ele conheceu sua ex-esposa Grimilda Figueroa em 1980 e depois de casados ambos foram morar na casa de endereço 2207 Seymour Avenue, em 1992, a mesma do cativeiro posterior das três mulheres. A residência tem 130 m², divididos em dois andares, quatro quartos e um porão de 71 m², construído em 1890 e remodelado em 1956. O casamento tornou-se violento, com diversas agressões de Castro à mulher, que chegou certa vez a jogá-la escada abaixo fraturando seu crânio. Em 1993, ele foi preso por violência doméstica, mas não foi indiciado pelo tribunal. Em 1996, a mulher deixou a casa com os quatro filhos do casal, assistida pela polícia. Mesmo assim, ele continuou a ameaçá-la e persegui-la, até ela conseguir na Justiça uma ordem para manter o marido afastado. Grimilda morreu de tumor cerebral aos 48 anos em 2012.
Castro trabalhou por 22 anos como motorista de ônibus escolar em Cleveland, entre fevereiro de 1991 e novembro de 2012, quando foi demitido por mau comportamento e por colocar em risco com direção perigosa as crianças que transportava. Na época do fim do sequestro, a casa em que morava e que mantinha as mulheres em cativeiro estava em execução de hipoteca por falta de pagamento de impostos locais durante três anos.
Depois de preso, ele confessou os sequestros em detalhes e se auto-descreveu como um homem de "sangue-frio, viciado em sexo e sem controle sobre seus impulsos sexuais". Também admitiu ser o pai da filha de Amanda Berry e disse que os raptos não foram planejados, mas apenas impulsos de ocasião. Como parte de um ritual macabro, no período em que manteve as três mulheres presas ele comemorava a data do sequestro de cada uma delas com um bolo e as deixava ver na televisão as vigílias feitas por suas famílias em busca delas.
Seu filho, Anthony Castro, declarou que, em suas visitas à casa, ela estava sempre trancada: "Várias áreas dela eram proibidas para mim; havia cadeados no porão, no sótão e na garagem". Em 2004, quando Anthony estudava Jornalismo, ele escreveu um artigo sobre os desaparecimentos de Berry e DeJesus para o jornal Plain Press, e entrevistou a mãe de Gina. Três semanas antes da libertação das três jovens, Anthony contou que seu pai lhe perguntou se acreditava que Amanda Berry algum dia seria encontrada; ele respondeu ao pai que acreditava que ela já estivesse morta, ao que Ariel retrucou: "Mesmo? Você acha isso?"
Preso e acusado de 329 crimes, entre eles sequestro, violação e homicídio por ter provocado um aborto a uma das sequestradas ao espancá-la na barriga e deixá-la sem se alimentar, Castro declarou-se inocente ao Grande Júri.  Em 12 de julho, mais 648 acusações foram apresentadas contra ele pela promotoria, que respondeu por um total de 977 crimes ligados ao caso. 

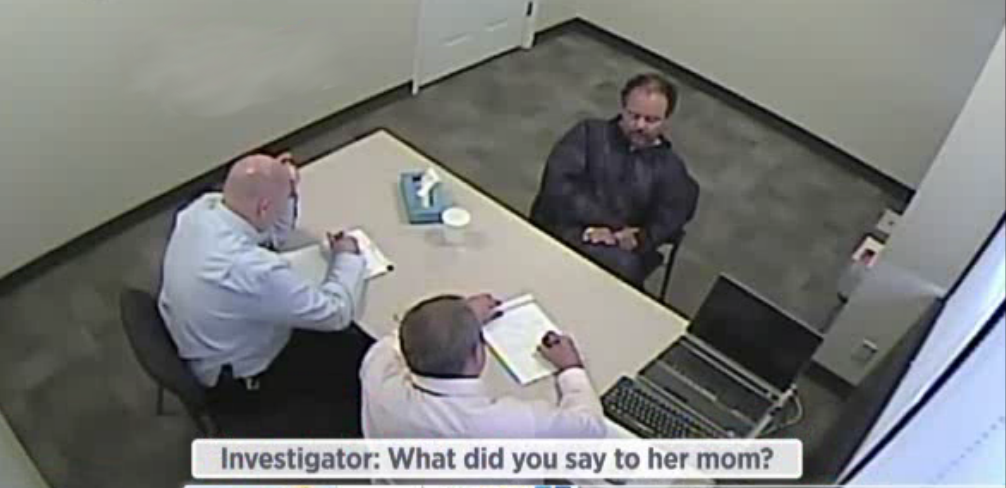
Castro sendo interrogado pelo FBI.

Em 1 de agosto de 2013, seu julgamento, transmitido ao vivo pela televisão e pela Internet, foi realizado na corte do condado de Cuyahoga. O juiz Michael Russo disse a Castro que não havia lugar para ele "nesta cidade, neste país e neste mundo". Após o testemunho de Michelle Knight, a única das vítimas a depor como testemunha de acusação e que disse ao réu em corte que "meu inferno durou 11 anos, o seu está apenas começando", Ariel Castro foi condenado à prisão perpétua + 1000 anos de prisão pelo conjunto de crimes dos quais foi acusado.
Mesmo sendo submetido a um sistema de vigilância estreita por causa de seu estado emocional e de receios da direção da penitenciária a ataques de outros presos, com rondas em sua cela a cada 30 minutos após seu encarceramento, Castro foi encontrado enforcado em sua cela individual na noite de 3 de setembro, depois de cumprir pouco mais de um mês da pena, tendo sua morte sido confirmada às 22:52 (hora local), pelo hospital da Universidade Estadual de Ohio, após uma tentativa de ressuscitamento cardiopulmonar feita pela própria equipe médica do Centro de Recepção Correcional de Orient, onde cumpria pena.

## Vida posterior
Dois meses após sua libertação, Gina, Amanda e Michelle gravaram um vídeo, disponível no Youtube, onde agradecem a preocupação de todos e as doações financeiras feitas a elas por pessoas desconhecidas, para que pudessem começar nova vida. Amanda falou da felicidade de estar de volta ao convívio de sua família e amigos e que a cada dia se sente mais forte; Gina, acompanhada de seus pais, agradeceu às doações financeiras feitas a ela e Michelle, a que mais tempo ficou sequestrada e a que mais fala no vídeo, agradeceu as doações que estão lhe ajudando a construir uma nova vida e disse que era  "forte o suficiente para passar pelo inferno com um sorriso, com a cabeça erguida e com os pés firmes" e sair dele.
Michelle Knight, a única vítima a comparecer ao julgamento do sequestrador em 1 de agosto de 2013, onde leu um depoimento escrito como testemunha de acusação, ouviu dos bancos do tribunal a condenação de Castro à prisão perpétua.  Na mesma semana, procurando novamente adaptar-se a uma vida normal, Amanda Berry apareceu como convidada no palco do show do rapper Nelly no Roverfest e foi homenageada pelo cantor sob os aplausos da multidão, em sua primeira aparição pública.
Em abril de 2015, Amanda e Gina lançaram o livro Hope: A Memoir of Survival in Cleveland, co-escrito com a colaboração de Mary Jordan e Kevin Sullivan, jornalistas do Washington Post e vencedoras do Prêmio Pulitzer, onde contam suas vidas durante os anos de cativeiro, entremeado com relatos das duas jornalistas de fatos ocorridos no mundo exterior na busca das meninas e investigações sobre a vida passada e os motivos de seu sequestrador, Ariel Castro.